# 1990 na aviação
Esta é uma lista de eventos relacionados à aviação de 1990:

## Primeiros voos

### Janeiro
- 10 de janeiro: McDonnell Douglas MD-11[1]

### Fevereiro
- 11 de fevereiro: Denel AH-2 Rooivalk[2]
- 19 de fevereiro: Scaled Composites ARES[1]

### Março
- 29 de março: Ilyushin Il-114[1]

### Abril
- 13 de abril: protótipo do Sukhoi Su-27IB
- 20 de abril: PZL-126 Mrówka[1]
- 27 de abril: Gavilán G358[1]

### Maio
- 1 de maio: MD Helicopters MD 500[3]
- 11 de maio: Schempp-Hirth Nimbus-4[3]

### Julho
- 18 de julho: Embraer CBA-123[3]

### Agosto
- 27 de agosto: Northrop YF-23[3]

### Setembro
- 29 de setembro: YF-22 Raptor[3]

### Outubro
- 10 de outubro: Learjet 60
- 11 de outubro: Rockwell-MBB X-31[3]

### Novembro
- 14 de novembro: Air Tractor AT-802[4]
- 21 de novembro: Hongdu JL-8[4]

## Entrada em serviço

### Setembro
- 30 de setembro: Piaggio P.180 Avanti

### Outubro
- 4 de outubro: começam as entregas de Piaggio Avanti para vários operadores.